# Etichettatura tessile
L'etichettatura tessile è l'insieme delle indicazioni che per legge devono apparire su apposita etichetta di identificazione su ogni capo di abbigliamento ed ogni prodotto tessile messo in commercio.

## In Unione Europea
Nell'Unione Europea il regolamento europeo in materia è il n. 1007/2011, del 27 settembre 2011.
Precedentemente, la materia era regolata dal D.Lgs. 194/1999, in attuazione della direttiva europea 96/74/CE, frutto di mediazioni dovute alle diverse convenzioni e concezioni adottate negli Stati dell'Unione, in particolare tra i Paesi tradizionali produttori della filiera tessile e abbigliamento, come l'Italia e la Francia, e i Paesi nordici, che da anni si rivolgono al mercato mondiale per soddisfare le loro esigenze interne.
Le denominazioni delle fibre sono regolamentate dalla tabella 1 e 2 dell'allegato I al regolamento europeo n. 1007/2011, e sono riportate nella seguente tabella:
| Numero | Nome | Spiegazioni | Sigle                                      |
| ------ | --- | --- | ------------------------------------------ |
| 1      | Lana | Fibra tratta dal vello della pecora | WO                                         |
| 1A     | Lana Vergine | Fibra tratta dal vello della pecora di prima tosatura. Generalmente proveniente da agnelli | WV                                         |
| 2      | Alpaca, Lama, Cammello, Kashmir, Mohair, Angora, Vigogna, Yach, Guanaco, Cashgora, Castoro, Lontra, preceduta o meno dalla denominazione «lana» o «pelo»                                  | Peli dei seguenti animali: alpaca, lama, cammello, capra del kashmir, capra angora, coniglio angora, vigogna, yack, guanaco, capra cashgora, castoro, lontra | WP, WL, WK, WS, WM, WA, WG, WY, WU, WB, WT |
| 3      | Pelo (o crine), con o senza indicazione della specie animale | Pelo di vari animali diversi dai punti 1 e 2 | HA                                         |
| 4      | Seta | Fibra proveniente esclusivamente da insetti sericigeni | SE                                         |
| 5      | Cotone | Fibra proveniente dal seme del cotone (Gossypium) | CO                                         |
| 6      | Kapok | Fibra proveniente dall'interno del Kapok (Ceiba pentadra) | KP                                         |
| 7      | Lino | Fibra proveniente dal libro del lino (Linum usatissimum) | LI                                         |
| 8      | Canapa | Fibra proveniente dal libro della canapa (Cannabis sativa) | CA                                         |
| 9      | Juta | Fibra proveniente dal libro del Corchorus olitorius e del Corchorus capsularis. Ai sensi della presente direttiva sono assimilate alla juta le fibre provenienti dal libro dell'Hibiscus-cannabinus, Hibiscus sabdariffa, Abutilon Avicennae, Urena lobata, Urena sinuata. | JU                                         |
| 10     | Abaca | Fibra proveniente dalle guaine fogliari della Musa textilis | AB                                         |
| 11     | Alfa | Fibra proveniente dalla foglia della Stipa tenacissima | AL                                         |
| 12     | Cocco | Fibra proveniente dal frutto della Cocus nucifera | CC                                         |
| 13     | Ginestra | Fibra proveniente dal libro del Cytisus scoparius e/o Spartium junceum | GI                                         |
| 14     | Ramiè | Fibra proveniente dalla Boehmeria nivea e dalla Boehmeria tenacissima. | RA                                         |
| 15     | Sisal | Fibra proveniente dalle foglie dell'Agave sisalana | SI                                         |
| 16     | Sunn | Fibra proveniente dal libro della Crotolaria pincea | SN                                         |
| 17     | Henequen | Fibra proveniente dal libro dell'Agave | HE                                         |
| 18     | Maguney | Fibra proveniente dal libro dell'Agave caulata | MG                                         |
| 19     | Acetato | Fibra d'acetato di cellulosa di cui tra il 74% e il 92% dei gruppi ossidrilici è acetilato | AC                                         |
| 20     | Alginica | Fibra ottenuta da sali metallici dell'acido alginico | AG                                         |
| 21     | Cupro | Fibra di cellulosa rigenerata ottenuta mediante il procedimento cuprammoniacale. | CU                                         |
| 22     | Modal | Fibra di cellulosa rigenerata, ottenuta con procedimento viscoso modificato ed avente un'elevata forza di rottura ed un alto modulo ad umido. La forza di rottura (Bc) allo stato ambientato e la forza (Bm) necessaria per provocare un allungamento del 5 per cento allo stato umido sono: - Bc (centinewton) maggiore o uguale a 1,3 per radice quadrata di T + 2T; - Bm (centinewton) maggiore o uguale a 0,5 per radice quadrata di T; di cui T è la massa lineica media espressa in decitex | MD                                         |
| 23     | Proteica | Fibra ottenuta a partire da sostanze proteiche naturali rigenerate e stabilizzate mediante l'uso di agenti chimici | PR                                         |
| 24     | Triacetato | Fibra acetato di cellulosa, di cui almeno il 92% dei gruppi ossidrilici è acetilato | TA                                         |
| 25     | Viscosa | Fibra di cellulosa rigenerata ottenuta mediante il procedimento di viscosa per il filamento continuo e per la fibra discontinua. | VI                                         |
| 26     | Acrilica | Fibra formata da macromolecole lineari che presentano nella catena almeno l'85% in massa del motivo acrilonitrilico. | PC                                         |
| 27     | Clorofibra | Fibra formata da macromolecole lineari aventi nella catena più del 50 per cento in massa del motivo monomerico vinilico clorurato o vinilidenico clorurato | CL                                         |
| 28     | Fluorofibra | Fibra formata da macromolecole lineari ottenute da monomeri alifatici florurati | FL                                         |
| 29     | Modacrilica | Fibra formata da macromolecole lineari che presentano nella catena tra il 50% e l'85% in massa del motivo acrilonitrilico | MA                                         |
| 30     | Poliammide (o nylon) | Fibra formata da macromolecole lineari sintetiche aventi nella loro catena legami ammidici ricorrenti di cui almeno l'85% è legato a motivi alifatici o cicloalifatici | PA                                         |
| 31     | Aramide (o kevlar) | Fibra di macromolecole lineari sintetiche, costituite da gruppi aromatici legati tra loro da legami ammidici ed immidici di cui almeno l'85% è legato direttamente a due nuclei aromatici, mentre il numero dei legami immidici, ove presenti, non può essere superiore a quello dei legami ammidici. |                                            |
| 32     | Poliimmide | Fibra di macromolecole lineari sintetiche, aventi nella catena motivi immidici ricorrenti | PI                                         |
| 33     | Lyocell | Fibra di cellulosa rigenerata ottenuta mediante il procedimento di dissoluzione e di filatura in solvente organico senza formazione di derivati | TE                                         |
| 34te   | Poliestere | Fibra formata da macromolecole lineari che presentano nella catena almeno l'85% in massa di un estere da diolo ed acido tereftalico | PL                                         |
| 35     | Polietilenica | Fibra formata da macromolecole lineari sature di alifatici non sostituiti. | PE                                         |
| 36     | Polipropilenica | Fibra formata da macromolecole lineari sature di idrocarburi alifatici, di cui un atomo di carbonio ogni due porta una ramificazione metallica, in configurazione isotattica, senza ulteriori sostituzioni. | PP                                         |
| 37     | Poliureica | Fibra formata da macromolecole lineari aventi nella catena la ripetizione del gruppo funzionale uretanico (NH-CO-NH) | PB                                         |
| 38     | Poliuretanica | Fibra formata da macromolecole lineari che presentano nella catena la ripetizione del gruppo funzionale uretanico | PU                                         |
| 39     | Vinilal | Fibra formata da macromolecole lineari la cui catena è costituita da alcole polivinilico a tasso di acetalizzazione variabile | VY                                         |
| 40     | Trivinilica | Fibra formata da terpolimero di acrilonitrile di un monomero vinilico clorurato e di un terzo monomero vinilico, nessuno dei quali rappresenta il 50% della massa totale. | TV                                         |
| 41     | Gomma | Fibra elastomerica costituita o da poliisoprene (naturale o sintetico) o da dieni polimerizzati con o senza uno o più monomeri vinilici che sotto sforzo di trazione allunga fino a tre volte la lunghezza iniziale, ritornando alla misura di partenza non appena cessa tale sforzo. | EL                                         |
| 42     | Elastan | Fibra esomerica costituita da almeno l'85% della massa da poliuretano segmentato, che allunga sotto sforzo di trazione fino a raggiungere tre volte la lunghezza iniziale e ritornando rapidamente a tale lunghezza non appena cessa la forza di trazione. | EA                                         |
| 43     | Vetro tessile | Fibra costituita da vetro. | GL                                         |
| 44     | Denominazione corrispondente alla materia della quale le fibre sono composte (per esempio: metallo/metallica/metallizzata, carta tessile), preceduta o meno dalla parola "filo" o "fibra" | Fibra ottenuta da materie nuove diverse da quelle sopraindicate | AF                                         |
| 45     | Elastomultiestere | Fibra formata dall'interazione, nel corso di due o più fasi distinte, di due o più macromolecole lineari chimicamente distinte (di cui nessuna supera l'85% in massa), contenente gruppi estere come unità funzionale dominante (almeno l'85%) che dopo opportuno trattamento, se allungate sotto una forza di trazione fino al raggiungere una volta e mezzo la lunghezza iniziale, riprende rapidamente e sostanzialmente tale lunghezza non appena cessa la forza di trazione.                 |                                            |
| 46     | Elastolefina | Fibra, composta di almeno il 95% (massa) di macromolecole parzialmente reticolate di etilene e di almeno un'altra olefina, che, dopo essere stata stirata fino ad una volta e mezza la sua lunghezza originale, recupera rapidamente e sostanzialmente la lunghezza iniziale una volta cessata la trazione |                                            |

## In Svizzera
In Svizzera l'etichettatura delle fibre impiegate non è obbligatoria, tuttavia la maggioranza dei prodotti la contiene e di fatto segue le normative europee.